# アレクサンドル・オルロフ
アレクサンドル・ミハイロヴィチ・オルロフ（ロシア語: Алекса́ндр Миха́йлович Орло́в, ラテン文字転写: Aleksandr Mikhailovich Orlov, 1895年8月21日 - 1973年3月25日）は、ソ連の職業的諜報員。チェキスト。国家保安少佐。スペイン内戦時にアメリカに亡命し、戦後、ソ連の秘密工作を暴露した。
本名はレイバ・レイゼロヴィチ・フェリドビン（Лейба Лейзерович Фельдбин）。NKVD時代、レフ・ニコリスキー（Лев Лазаревич Нико́льский）の名前も使用したほか、多数の偽名を用いている。

## 経歴

### 出自
ロシア帝国のミンスク県ボブルイスク市で林業勤務員のユダヤ人家庭に生まれ、16歳の時から働きに出る。1915年にモスクワの中学校を卒業し、翌年、モスクワ大学法学部とラザレフ東洋言語大学に入学した。同年、軍に召集され、ウラルの第104歩兵連隊に兵卒として勤務。1917年、不穏分子が勤務していたツァリーツィン市（現在のヴォルゴグラード）の学生大隊に移った。二月革命後、第2准尉学校を卒業。当時、社会民主党（合同インターナショナリスト。後のロシア社会労働党（インターナショナリスト））に入党し、後にソロモン・ロゾフスキを長とする「独立派」グループに加わった。
1917年～1918年、フェリドビンは、最高財務会議便覧局副主任となり、その後、学校の講師を務めた。1919年、労農赤軍に入隊し、第12軍特別課に編入され、取調官、反革命対策全権代表、先任取調官として働いた。キエフの反革命組織の摘発に参加した。軍の退却時、特別任務支隊の長として、反乱軍と戦った。1920年5月、ロシア共産党（ボリシェヴィキ）に入党。

### チェキスト
1920年12月からチェーカー特別課北方国境警備担当エージェント取調班長、同課の秘密作戦班副班長、アルハンゲリスク県チェーカーの取調・捜索班長、副主任を務める。同時に北部における白軍将校の選別に関する特別全権代表を兼任した。
1921年7月～1922年、中央執行委員会附属最高裁判所取調官。党内の粛清時、「党綱領の無知」を理由に、党員から党員候補に落とされた。1923年1月から最高裁判所刑事破棄部会検事補。
1924年、ニコリスキーは、モスクワ大学附属の法務学校で教育を終え、国家保安機関に復帰した。1924年5月からOGPU第6班長、1925年から第7班長、経済局長補佐、その後、スフミ守備隊国境警備部長。

### 諜報員
1926年、ニコリスキーはOGPU外国課に移った。1926年～1927年、駐仏ソ連通商代表部職員をカバーに、L.ニコラエフ名義で駐パリ支局長。1928年、駐独ソ連政治代表部通商参事官をカバーに、L.フェリデリ名義で駐ベルリン支局長。1930年、ソ連に帰国し、OGPU外国課第7班長（経済諜報）となる。1932年9月、リノエクスポルト代表をカバーに、アメリカに短期出張し、ウィリアム・ゴルディン名義のパスポートを入手することができた。
1933年春、ニコリスキー（コードネーム「スウェッド」）は、ゴルディン名義でパリに派遣され、フランス軍参謀本部第2局（情報）の工作を任務とする非合法作戦グループ「エクスプレス」（ロシア語: Экспресс）の長となる。出張中の同年12月、特殊任務を帯びてローマに出国。1934年春、ソビエト通商代表部の元職員に認められたことから、同年5月にフランスを出国。
1934年7月15日から「American Refrigerator Company, Ltd.」代表をカバーに、在英非合法支局長となり、ケンブリッジ5人組の1人、キム・フィルビー（「ゼンヘン」）、最近徴募されたアルノルド・デイチ（「ラング」）の主任監督官となった。
1935年10月末、ソ連に帰国し、内務人民委員部（NKVD）国家保安総局輸送課副課長に任命されたが、実際には外国課で働き、ケンブリッジ5人組の活動を監督し続けた。1935年12月、アメリカ人のパスポートでローマに出国し、1936年にはエストニアとスウェーデンに赴き、西側諸国の大使の徴募作戦を行った。

### スペイン内戦
1936年9月、駐スペイン・ソビエト政治代表部政治問題担当書記官補をカバーに、NKVD支局長兼共和国政府附属国内安全・防諜担当主任顧問として、マドリードに派遣された。当時、ヨシフ・スターリンは、5億ドル以上の金塊のソ連への搬出の組織に関する任務を彼に個人的に委任した。
1936年12月から共和国の防諜機関SIMの組織に直接参加し、フランコ軍のエージェントの工作、パルチザン・グループの訓練を指導した。彼が設立した破壊工作学校では、1,000人以上が教育を受けた。彼の直接指導の下、カタルーニャでのアナーキストとソ連からトロツキストと看做されていたマルクス主義組織マルクス主義統一労働者党(POUM)の武装反乱の鎮圧作戦が行われた。1937年6月、彼によりPOUMのリーダー、アンドレウ・ニンの刑務所からの誘拐、殺害が計画された。
1937年末、オルロフはスペイン当局には秘密で、コードネーム「ストロイーチェリストヴォ」（ロシア語: Строительство）と呼ばれた非合法諜報学校を組織した。学生は、国際旅団兵士中から綿密に選抜され、その卒業生は、フランスを経由して任務と共に世界各国に派遣された。スペインでは、フランコ政府の元にいたキム・フィルビーと再び連絡を取った。1938年4月、オルロフは、アメリカ出身の国際旅団兵士、モリス・コーエン（後の原爆スパイ）を徴募した。
ソ連が大粛清の最中にあった1938年7月、オルロフは、セルゲイ・シュピーゲリグラスと会見するためにアントワープに向かうよう命令を受けた。オルロフは逮捕を恐れて、妻女と共に西側に逃亡し、その後、イーゴリ・ベルグ（ロシア語: Игорь Константинович Берг）名義でアメリカ、オハイオ州クリーヴランドに落ち着いた。

### その後
スターリンの死後、オルロフは、「スターリンの犯罪秘史」（1953年）と「情報とゲリラ戦のハンドブック」（1954年）を出版した。出版後は、FBIや西側の特務機関で訊問され、ソ連の国家保安機関の活動に関する多くの情報を提供したが、キム・フィルビー等を含むエージェントの名前は明かさなかった。
1964年、KGB指導部は、オルロフの反逆の容疑を全て解除した。特別報告書では、オルロフが暴露した1953年以降も、彼が徴募したスパイは、1963年にソ連に脱出するまで働き続けたと指摘されている。

## パーソナル
レーニン勲章、赤旗勲章を受章。
妻はマリヤ・ロジュネツカヤ（ロシア語: Мария Владиславовна Рожнецкая、1903年 - 1971年）、娘はヴェロニカ（1922年 - 1949年）。

### 著書
- "The Secret History of Stalin's Crimes", Orlov A, New York, 1953
- "A Handbook of Intelligence and Guerilla Warfare", Orlov A, University of Michigan Press, Ann Arbor, 1962